# Domaine de Hogansborg
Le Domaine de Hogansborg est une ancienne plantation mesurant 1,9 hectare située à l'est de Frederiksted dans les Îles Vierges des États-Unis. Il a été inscrit au Registre national des lieux historiques en 1978.

## Propriété
Le domaine, datant de 1757, comprend une « grande maison » et deux autres maisons, ainsi que des vestiges de la première usine à sucre fonctionnant à vapeur de l'île, d'une usine ultérieure, d'un village d'esclaves et d'autres bâtiments annexes.